# Чугрум

Чугрум — река в России, протекает в Гайнском районе Пермского края. Устье реки находится в 27 км по правому берегу реки Утьва. Длина реки составляет 21 км.
Исток реки в обширном Верхнечугрумском болоте в 28 км к юго-западу от посёлка Серебрянка (центр Серебрянского сельского поселения). Река течёт на запад и северо-запад по ненаселённому, заболоченному лесному массиву. Впадает в Утьву в 22 км к юго-востоку от посёлка Усть-Чёрная (центр Усть-Черновского сельского поселения). Ширина реки у устья — 18 метров.

## Данные водного реестра
По данным государственного водного реестра России относится к Камскому бассейновому округу, водохозяйственный участок реки — Кама от истока до водомерного поста у села Бондюг, речной подбассейн реки — бассейны притоков Камы до впадения Белой. Речной бассейн реки — Кама.
По данным геоинформационной системы водохозяйственного районирования территории РФ, подготовленной Федеральным агентством водных ресурсов:
- Код водного объекта в государственном водном реестре — 10010100112111100001808
- Код по гидрологической изученности (ГИ) — 111100180
- Код бассейна — 10.01.01.001
- Номер тома по ГИ — 11
- Выпуск по ГИ — 1